# Università della Varmia e Masuria
L'Università della Varmia e Masuria di Olsztyn è un ateneo pubblico di Olsztyn in Polonia.

## Storia
L'università è stata fondata il 1º settembre 1999, in accordo con lo statuto della Camera dei Deputati polacca (Sejm) dell'agosto dello stesso anno. 
La struttura centrale dell'Università venne stabilita in base ad un accordo tra il senato accademico delle tre istituzioni di alta formazione già presenti nella città: L'accademia dell'agricoltura e della tecnologia, l'istituto di pedagogia e l'istituto di teologia della Varmia.

## Struttura
L'università è strutturata nelle seguenti facoltà:
- Arte
- Bioingegneria animale
- Biologia e biotecnologie
- Economia
- Giurisprudenza
- Ingegneria ambientale, spaziale e civile
- Lettere e filosofia
- Matematica e informatica
- Medicina
- Medicina veterinaria
- Scienze agrarie e ambientali
- Scienze alimentari
- Scienze della salute
- Scienze sociali
- Scienze tecniche
- Teologia

## Rettori
- Ryszard Józef Górecki (1999-2008)
- Józef Henryk Górniewicz (2008-2012)
- Ryszard Józef Górecki (dal 2012)